# Coleshill (Warwickshire)
Coleshill is een civil parish in het bestuurlijke gebied North Warwickshire, in het Engelse graafschap Warwickshire met 6418 inwoners.

## Geboren
- Charles Henry Plumb (1925-2022), politicus